# Richard Llewellyn
Richard Dafydd Vivian Llewellyn Lloyd, cunoscut sub pseudonimul Richard Llewellyn, (n. 8 decembrie 1906, Greater London, Anglia, Regatul Unit al Marii Britanii și Irlandei – d. 30 noiembrie 1983, Dublin, Irlanda) a fost un prozator britanic de etnie galeză.
Este cunoscut în special pentru romanul How Green Was my Valley ("Ce verde era valea mea" 1939), care evocă într-un limbaj simplu drama unei familii locale de mineri la apariția capitalismului industrial.
A mai scris și piese de teatru, printre care Poison Pen ("Pana otrăvită", 1939).